# Colby O'Donis
Colby O'Donis (New York, 14 maart 1989) is een Amerikaanse singer-songwriter.

## Carrière
Op elfjarige leeftijd verscheen O'Donis regelmatig in de Amerikaanse televisieserie Grandpa's Garage. Toen hij veertien was, mocht hij al shows openen voor bekende acts zoals de Backstreet Boys, JoJo en *NSYNC. Colby's ouders probeerden een platencontract te krijgen voor hun zoon toen hij vijftien jaar was. Hij kwam terecht bij de platenmaatschappij Genuine Music Group. Hij kwam in meer voorprogramma's te staan en maakte kennis met artiesten zoals Michael Jackson, Rihanna en Akon.

## Discografie

### Singles
| Single met eventuele hitnotering(en) in de Nederlandse Top 40 | Datum van verschijnen | Datum van binnenkomst | Hoogste positie | Aantal weken | Opmerkingen                                 |
| ------------------------------------------------------------- | --------------------- | --------------------- | --------------- | ------------ | ------------------------------------------- |
| Just dance                                                    | 2008                  | 09-08-2008            | tip4            | -            | met Lady Gaga                               |
| Just dance                                                    | 2008                  | 10-01-2009            | 1(2wk)          | 19           | met Lady Gaga / re-release / Alarmschijf    |
| Beautiful                                                     | 2009                  | 11-04-2009            | 12              | 8            | met Akon & Kardinal Offishall / Alarmschijf |

| Single met hitnotering(en) in de Vlaamse Ultratop 50 | Datum van verschijnen | Datum van binnenkomst | Hoogste positie | Aantal weken | Opmerkingen                   |
| ---------------------------------------------------- | --------------------- | --------------------- | --------------- | ------------ | ----------------------------- |
| Just Dance                                           | 2008                  | 04-10-2008            | 13              | 33           | met Lady Gaga                 |
| Beautiful                                            | 2009                  | 23-05-2009            | 38              | 4*           | met Akon & Kardinal Offishall |